# Tomasz Wantuła
Tomasz Paweł Wantuła (ur. 9 września 1971 w Kędzierzynie-Koźlu) – polski lekarz i samorządowiec, od 2010 do 2014 prezydent miasta Kędzierzyn-Koźle.

## Życiorys
Ukończył studia na Śląskiej Akademii Medycznej w Katowicach. Specjalizował się w zakresie geriatrii, został pracownikiem pogotowia ratunkowego i ordynatorem oddziału geriatrii w szpitalu w Kędzierzynie-Koźlu. Od 2002 do 2004 był powiatowym inspektorem sanitarnym, po konflikcie ze swoim przełożonym został odwołany, co spowodowało protest pracowników tej jednostki.
Od 1998 do 2002 był radnym miejskim. W 2006 z ramienia lokalnego komitetu Tomasz Wantuła uzyskał mandat radnego powiatu kędzierzyńsko-kozielskiego, obejmując funkcję wiceprzewodniczącego rady powiatu. W 2010 uzyskał reelekcję. Jednocześnie w drugiej turze wyborów bezpośrednich został wybrany na urząd prezydenta Kędzierzyna-Koźla, pokonując dotychczas zajmującego to stanowisko Wiesława Fąfarę. W 2014 bezskutecznie ubiegał się o reelekcję, przegrywając w drugiej turze z Sabiną Nowosielską. Ponownie natomiast został radnym powiatowym. Otworzył następnie gabinet geriatryczny w Kędzierzynie-Koźlu. W 2018 i 2024 ponownie uzyskiwał mandat radnego powiatu.
W 1997, za zasługi w niesieniu pomocy ludziom dotkniętym klęską powodzi, otrzymał Brązowy Krzyż Zasługi.